# Йотов, Христо Нешев
Христо Нешев Йотов (7 января 1940, Малка-Желязна, Болгария — 28 ноября 2020, Рязань, Россия) — болгарский и российский тренер по лёгкой атлетике. Заслуженный тренер России (1997).

## Биография
Христо Нешев Йотов родился в январе 1940 года в болгарском селе Малка-Желязна. Окончив семь классов сельской школы, Христо вместе с родителями переехал в Ловеч, где поступил в ветеринарный техникум. После его окончания поступил в Софийский Высший институт физической культуры. Во время учёбы был призван в армию. Отслужив два года, он вернулся в институт и завершил обучение.
Около 25 лет работал в легкоатлетической спортивной школе в Ловече, которая со временем превратилась в училище олимпийского резерва. В 1991 году вместе с женой Галиной Алексеевной переехал в Рязань.
Был тренером сборной команды Европы по прыжкам на Кубке мира, работал тренером-преподавателем специализированной детско-юношеской школы олимпийского резерва Управления образования, науки и молодёжи администрации г. Рязани, СДЮСШОР «Юность» и Центра спортивной подготовки Рязанской области. Несколько раз признавался лучшим тренером Рязанской области.
Наиболее высоких результатов среди его воспитанников добились:
- Кирилл Сосунов — чемпион Европы 1998 года, бронзовый призёр чемпионата мира 1997 года, серебряный призёр чемпионата мира в помещении 1997 года[6][7];
- Ольга Калитурина — серебряный призёр чемпионата мира 1997 года, бронзовый призёр чемпионата Европы 2002 года[8];
- Сергей Тимонин — чемпион Сурдлимпийских игр 2013 года[9].

## Награды и звания
- Почётное звание «Заслуженный тренер России» (1997).
- Почётный знак «За заслуги перед Рязанской областью» (2015)[10].